# World Boxing Organization
De World Boxing Organization (WBO) werd in 1988 opgericht en is inmiddels een van de belangrijkste boksbonden ter wereld.

## Huidige kampioenen WBO
- Zwaargewicht: Oleksandr Usyk
- Cruisergewicht: Lawrence Okolie
- Licht-zwaargewicht: Sergej Kovaljov
- Super-middengewicht: Gilberto Ramirez
- Middengewicht: Billy Joe Saunders
- Super-weltergewicht: Saúl Álvarez
- Weltergewicht: Manny Pacquiao
- Super-lichtgewicht: Terence Crawford
- Lichtgewicht: Terry Flanagan
- Vedergewicht: Vasyl Lomachenko
- Bantamgewicht: Marlon Tapales
- Super-vlieggewicht: Naoya Inoue
- Vlieggewicht: Zou Shiming
- Licht-vlieggewicht: Donnie Nietes
- Minimumgewicht: Katsunari Takayama